# 新昌州
新昌州，元朝时设置的州。
元贞元年（1295年）升新昌县为州，治所在今江西省宜丰县。属瑞州路。辖今江西省宜丰县地。明朝洪武初年，复降为新昌县。